# Град гастрономије
УНЕСКО-ов пројекат Град гастрономије део је шире мреже креативних градова. Мрежа је покренута 2004. године и организује градове чланице у седам креативних области: занати и народна уметност, дизајн, филм, гастрономија, књижевност, медијска уметност и музика.
Једна од улога Унеска је да одржава листу места светске природне и културне баштине. Та места се сматрају важним природним или историјским местима или објектима чије очување је важно за целокупну светску заједницу.

## Критеријуми за градове гастрономије
Да би били одобрени за град гастрономије, градови морају да испуне низ критеријума које је поставио УНЕСКО:
- Добро развијена гастрономија која је карактеристична за урбани центар и/или регион;
- Жива гастрономска заједница са бројним традиционалним ресторанима и/или куварима;
- Аутохтони састојци који се користе у традиционалном кувању;
- Локално знање, традиционалне кулинарске праксе и методе кувања које су преживеле индустријски/технолошки напредак;
- Традиционалне прехрамбене пијаце и традиционална прехрамбена индустрија;
- Традиција одржавања гастро фестивала, награда, такмичења и других широко циљаних средстава препознавања;
- Поштовање животне средине и промоција одрживих локалних производа;
- Неговање јавног уважавања, промоција исхране у образовним институцијама и укључивање програма очувања биодиверзитета у курикулуме куварских школа.

Градови подносе понуде УНЕСКО-у да буду именовани, који се ревидирају сваке четири године.

## О градовима
Први град гастрономије био је Попајан, Колумбија, проглашен 2005. У њему се одржава годишњи Национални гастрономски конгрес Попајана.
Ченгду, Кина, је главни град Сечуана и сечуанске кухиње, једне од најпопуларнијих врста кухиње у Кини. Град је родно место бројних јела, укључујући мапо тофу и дандан резанци, и има изразиту и живу културу чаја .
Берген, Норвешка, је лучки град са дугом историјом трговине морским плодовима. Локална гастрономија напредује на органској храни. Берген је домаћин највеће светске конференције о морским плодовима, Северноатлантске конференције о морским плодовима, а такође је дом Центра за стручност за одрживу морску храну и Националног института за исхрану и истраживање морских плодова.
Рашт, Иран, представља иранску кухињу . Доминантна храна су разне врсте риба. Регион је познат по неколико карактеристичних јела, као и по типичном начину кувања у Гамајевим глиненим посудама.
Тусон, Аризона, САД, изабран је због „богатог пољопривредног наслеђа региона, успешне традиције исхране и кулинарске посебности“. Тусон је познат по својој мексичкој храни у соноранском стилу.
Алба, Италија, позната је по својим белим тартуфима и виноградима. Град се назива престоницом белог тартуфа и одржава годишњи Фестивал тартуфа. Алба је такође одиграла кључну улогу у стварању и развоју покрета Slow Food.
Бергамо, Италија, је познат по својој историји производње сира, познат по својим награђиваним и познатим производима од сира, као и другим облицима традиционалне производње хране. Бергамо се такође залагао за већу одрживост у производњи хране и подршку својим пољопривредницима и традиционалним методама пољопривреде.
Макао, аутономна регија на јужној обали Кине, представља јединствен спој кантонског и португалског утицаја у кулинарској уметности. Пример је афричка пилетина, јело које укључује азијске састојке поред пери-пери паприка које су португалски истраживачи донели из Мозамбика. Град одржава фестивал хране у Макау и друге догађаје у вези са храном.
Белем, Бразил, територија од које се 65% налази на 39 острва, пружа разноврсност локалних прехрамбених производа као што су морски плодови, ацаи, какао и пупунха . Град има познату историјску пијацу хране, Ver-o-peso, где се одржавају догађаји у вези са храном.
Три додатна бразилска града су такође означена као градови гастрономије: Флоријанополис, Бело Оризонте и Парати. Флоријанополис је одређен због одржавања годишњих фестивала хране и индустрије острига; Бело Хоризонте због своје индустрије кафе и мешања различитих култура које су стизале у град утичући на његову кухињу, а Парати због мешања португалске, аутохтоне и афричке културе што је довело до стварања неких од најпознатијих бразилских кухиња као што је пацока и фарофа-де-феијао и његова историја у прављењу Cachaça.
Хајдерабад, Индија, главни град државе Телангана, приказује процват две најпознатије индијске кухиње – хајдерабадску и телугу кухињу – и њихову фузију и мешање у Хајдерабаду. Као резултат тога, Хајдерабад је познат по јелима која показују утицаје обе културе, као што су Хајдерабади биријани, Хидерабади халем, муртабак, упма, доса и авакаиа . Догађаји и фестивали као што су Рамзан и Батхукамма промовишу и негују јединствену и разнолику гастрономску културу града.
Overstrand Hermanus, Јужна Африка, проглашен је за град гастрономије због своје винске индустрије, гастрономских уметничких догађаја и промоције одрживе производње хране, као што је стварање фарми морских ушица како би се ублажио притисак на екосистеме океана.
Унеско је прогласио четири турска града као градове гастрономије: Афјонкарахисар, због своје главне индустрије у производњи хране и сточарству, као и производњи локута и кремастих крема; Хатаи, због богате кухиње као центра трговине зачинима, као и оснаживања жена и избеглица у прехрамбеној индустрији; Газијантеп, за значај производње житарица, зачина, сушеног воћа и пистација за регионалну економију и иновације у обновљивој и одрживој производњи хране; и Кајсери.
Постоји 50 градова гастрономије. Дванаест земаља има више од једног града: Кина има пет ако се укључи Макао, Бразил и Турска имају четири, Италија има три града гастрономије, док Аустралија, Колумбија, Иран, Јапан, Мексико, Шпанија, Тајланд и Сједињене Државе имају све два уноса на листи.

## Градови гастрономије
Градови гастрономије су:
| Град                 | Држава                    | Година | Напомене |
| -------------------- | ------------------------- | ------ | --- |
| Афионкарахисар       | Турска                    | 2019.  | За своје главне индустрије у производњи хране и сточарству и производњи локута и кремастих крема. |
| Алба                 | Италија                   | 2017.  | За своје беле тартуфе и винограде, годишњи фестивал белог тартуфа и његову улогу у развоју покрета Slow Food. |
| Арекипа              | Перу                      | 2019.  | |
| Белем                | Бразил                    | 2015.  | |
| Бело Оризонте        | Бразил                    | 2019.  | Због своје индустрије и културе кафе и мешања различитих култура које су хрлиле у град утичући на његову кухињу. |
| Бендиго              | Аустралија                | 2019.  | |
| Бергамо              | Италија                   | 2019.  | За своју историју производње сира, познат по својим награђиваним и познатим производима од сира, као и другим облицима традиционалне производње хране, са залагањем за већу одрживост у производњи хране и подршком својих пољопривредника и традиционалним методама пољопривреде.                 |
| Берген               | Норвешка                  | 2015.  | Познат по својој дугој историји у трговини морским плодовима и органској, одрживој гастрономији морских плодова. |
| Bohicon              | Бенин                     | 2021.  | Због своје локације на економској раскрсници Бенина, производње зачина и сосова, као и корака за успостављање гастрономских догађаја и организација. |
| Buenaventura         | Колумбија                 | 2017.  | За кухињу локалног афро-колумбијског становништва, производњу воћа и морских плодова и промоцију кухиње као начина лечења након колумбијског сукоба. |
| Бурајда              | Саудијска Арабија         | 2021.  | |
| Бургос               | Шпанија                   | 2015.  | За титулу шпанске престонице гастрономије од 2013. године, због својих одрживих гастрономских индустрија које запошљавају 26% становништва града. |
| Ченгду               | Кина                      | 2010.  | Због своје улоге у сечуанској кухињи, једној од најпопуларнијих врста кухиње у Кини; родно место бројних јела, укључујући мапо доуфу и дан дан резанце; и његову различиту и живу културу чаја. |
| Кочабама             | Боливија                  | 2017.  | Најважнији центар производње житарица у Андима, који запошљава једну трећину радне снаге и прилагодио се одрживим методама. |
| Денија               | Шпанија                   | 2015.  | |
| Енсенада             | Мексико                   | 2015.  | Због успешне винске и рибарске индустрије, са регионом Енсенада који производи 90% вина у Мексику, и местом друге најважније лучке области Мексика. |
| Флоријанополис       | Бразил                    | 2014.  | Због свог домаћинства годишњих фестивала хране и његове историјске индустрије острига. |
| Газијантеп           | Турска                    | 2015.  | За значај производње житарица, зачина, сушеног воћа и пистација за регионалну економију и иновације у обновљивој и одрживој производњи хране. |
| Хатај                | Турска                    | 2019.  | За богату кухињу као центар трговине зачинима, као и за оснаживање жена и избеглица у прехрамбеној индустрији. |
| Huai'an              | Кина                      | 2021.  | |
| Хајдерабад           | Индија                    | 2019.  | Због своје чувене и јединствене Хидерабадијске кухиње која комбинује домаће телугу и индијске муслиманске кухиње у региону, која се промовише у градској мрежи ресторана и базара и слави на локалним фестивалима као што су Рамзан и Батхукама.                                                   |
| Чонџу                | Јужна Кореја              | 2012.  | Дугогодишња традиција у производњи пиринча, рибе, слане рибе, дивљег зеленила и поврћа због свог географског положаја и настојања да подржи развој традиционалне културе исхране кроз локално образовање.                                                                                          |
| Кајсери              | Турска                    | 2022.  | |
| Керманшах            | Иран                      | 2021.  | Лонац за топљење разних врста кухиње и јела из различитих етничких група у Ирану и преко 45 догађаја везаних за локалну гастрономију и кухињу. |
| Кучинг               | Малезија                  | 2021.  | Центар за трговину и кулинарски развој између аутохтоних народа региона и других региона југоисточне Азије, промовисан својим традиционалним базарима хране и промоцијом кухиње аутохтоних култура.                                                                                                |
| Lankaran             | Азербејџан                | 2021.  | Центар гастрономије на Јужном Кавказу, са значајним историјским индустријама у узгоју чаја, поврћа, пиринча и цитруса, као и у сточарству, риболову, пчеларству и житарству, који се чувају и славе у локалним манифестацијама.                                                                    |
| Лонсестон            | Аустралија                | 2021.  | |
| Maкao                | Кина                      | 2017.  | Због јединствене мешавине кантонског и португалског утицаја у кулинарству, као што је афричка пилетина, јело које укључује азијске састојке поред пери-пери паприка које су португалски истраживачи донели из Мозамбика, као и због одржавања Фестивала хране у Макау и других повезаних догађаја. |
| Мерида               | Мексико                   | 2019.  | Због разноврсности кулинарских фестивала и програма и развоја аутохтоне гастрономије Маја у циљу развоја, очувања и оснаживања својих аутохтоних култура. |
| Естерсунд            | Шведска                   | 2010.  | Због своје надалеко познате гастрономске културе засноване на одрживим праксама повезаним са природним окружењем. |
| Overstrand Hermanus  | Јужна Африка              | 2019.  | За своју индустрију вина, гастрономске уметничке догађаје и промоцију одрживе производње хране, као што је стварање фарми морских ушица како би се ублажио притисак на екосистеме океана. |
| Портовјехо           | Еквадор                   | 2019.  | За своју богату пољопривредну и поморску индустрију и развој кулинарског напретка након земљотреса 2016. |
| Панама               | Панама                    | 2017.  | Због богате кулинарске историје и развоја организација које промовишу друштвену одговорност кроз гастрономију. |
| Paraty               | Бразил                    | 2017.  | За мешање португалске, аутохтоне и афричке културе које је довело до стварања неких од најпознатијих бразилских кухиња као што су пацока и фарофа-де-феијао и њене историје у прављењу Cachaça. |
| Парма                | Италија                   | 2015.  | Гастрономски центар "Долине италијанске хране", са 30,5% градског становништва запослено у одрживој гастрономској и пољопривредно-прехрамбеној индустрији. |
| Phetchaburi          | Тајланд                   | 2021.  | |
| Phuket               | Тајланд                   | 2015.  | Центар кухиње Пукета. |
| Попјан               | Колумбија                 | 2005.  | |
| Рашт                 | Иран                      | 2015.  | |
| Руан                 | Француска                 | 2021.  | Развој као културно средиште Нормандије кроз промоцију њене кухиње, посебно у пекарском и поморском сектору. |
| Санкт Петербург      | Русија                    | 2021.  | |
| Сан Антонио          | Сједињене Америчке Државе | 2015.  | За улогу у развоју надалеко познате фузионе текс-мексичке кухиње, као и мексичке кухиње у Америци. |
| Santa Maria da Feira | Португалија               | 2021.  | |
| Shunde               | Кина                      | 2014.  | Једна од колевки кантонске кухиње у делти Бисерне реке, са иновацијом и развојем вишеструких кулинарских пракси појачаних његовом живахном економијом и културном сценом. |
| Солун                | Грчка                     | 2021.  | За производњу свежих састојака и фете, грчког јогурта и маслиновог уља и промоцију ових производа на догађајима. |
| Цуруока              | Јапан                     | 2014.  | За узгој печурака, изданака бамбуса, едамама и пиринча из планина, и морских плодова из океана који играју важну улогу у развоју и историји града. |
| Тусон                | Сједињене Америчке Државе | 2015.  | За своју културу и развој сонорске мексичке кухиње. |
| Usuki                | Јапан                     | 2021.  | Због производње мисо пасте, соја соса, сакеа и шочу пића и његове улоге у глобалном покрету Slow Food. |
| Јанџоу               | Кина                      | 2019.  | Колевка Хуаианг кухиње, која угошћује преко 100 фестивала, конференција и изложби на тему хране и промовише своје гастрономско наслеђе. |
| Захле                | Либан                     | 2013.  | За виноградарство и производњу вина и арака и прослављање историје хране. |